# تأمين صحي
التأمين الصحي هو أحد أنواع التأمين ضد مخاطر الظروف الصحية لدى الفرد، ويشمل تكاليف فحصه وتشخيصه وعلاجه، ودعمه النفسي والجسدي. كما قد يتضمن تغطية بدل انقطاعه عن العمل لفترة معينة أو عجزه الدائم. وهو أحد الطرق لإيصال الرعاية الصحية للأفراد والمجموعات. وتقوم فلسفة التأمين الصحي على مبدأ تجميع المخاطر، وتعني جمع مخاطر الإصابة بالمرض التي تصيب المجتمع أو مجموعة معينة، وتقاسمها بين الأفراد بشكل متساو، وذلك عبر جمع الأموال اللازمة لعلاج هذه المخاطرة المجمعة بشكل متساو، ثم توزيعها على الأفراد حسب حاجتهم للعلاج مما يؤدي إلى تخفيــف الأعباء والتكاليف المترتبة عند معالــجة الحالات المرضية التي يتعرض لها المؤمـــن عليهم ويضمن وصول الرعاية الصحية لجميع محتاجيها مقابل مبلغ يسير من المال وثابت يدفعه جميع الأفراد المشتركين بالتأمين.
وهو بذلك نظام اجتماعي يقوم على التعاون والتكافل بين الأفراد لتحمل ما يعجز عن تحمله أحدهم بمفـــرده، وشركات التأمين تنظم الاستفادة من توزيع الخطر لقاء أجر معلوم لتوفر ملاذ أفضل لتأمين رعاية صحية شاملة، وتُقدّم هذا البرنامج مؤسسات حكومية أو شركات خاصة، أو كيانات غير ربحية.

## بدايات التأمين الصحي
صدرت أول وثيقة تأمين صحي على مستوى العالم في ألمانيا عام 1883م، أما فيما يتعلق بالعالم العربي فان أول وثيقة كتبت باللغة العربية لتأمين العلاج الطبي ظهرت عام 1957م في مصر بين الشركة المتحدة للتأمين وبنك الإسكندرية، كما صدرت وثيقة أخرى في نفس العام بين شركة مصر للتأمين وشركة اسوستاندر للخدمات البترولية، ويعتبر عام 2005م هو العام الذي شهد ميلاد خدمة التٍأٍمين الصحي في اليمن من خلال شركة المتخصصة للتأمين الصحي MIS أول شركة وقد صدرت عن الشركة أول وثيقة لإدارة النفقات الطبية لموظفي المركز التجاري للسيارات والمحركات - شركة تويوتا - وذلك بتاريخ 1 أكتوبر 2006م، وفي العام اللاحق 2007 صدرت عقود تأمين صحي لعدد من الجهات

## أهداف التأمين الصحي
- توفير الرعاية الصحية للأفراد والمجموعات.
- تأمين تكاليف الرعاية الصحية للأفراد والمجموعات.
- توزيع تكاليف الرعاية الصحية على الأفراد، بحيث يدفع الجميع حصة متساوية، وبذلك فإن الأشخاص الأصحاء الذين لا يعانون من المرض يغطون تكاليف علاج الأشخاص المرضى.
- حماية الفرد من نقص الرعاية الصحية التي تنتج عن فقر الشخص أو عدم قدرته على دفع تكاليف العلاج، مما يؤدي إلى عدم حصوله على الرعاية الصحية وتدهور صحته.
- إدارة موارد التأمين الصحية المالية بشكل يضمن استمراره للأجيال القادمة، وقد يشمل ذلك استثمارها في مشاريع قد لا تكون
- تحسين مستوى الخدمات الطبية المقدمة من خلال توفير مصادر مالية ثابتة ومستمرة والحث على مزيد من التنويع والمنافسة في تقديم الخدمات الطبية.

## عناصر التأمين الصحي
- الطرف الأول وهو مؤسسة التأمين، والتي قد تكون حكومية مثل وزارة الصحة أو خاصة مثل شركات التأمين الصحي الربحية، أو دولية مثل وكالة الشرق الأدنى لتشغيل وإغاثة اللاجئين الفلسطينيين «الأونروا».
- الطرف الثاني وهو المنتفع، وقد يكون الفرد بشخصه عندما يشترك في التأمين، أو يكون معه عائلته. كما قد يكون العقد ضمن شركة أو مؤسسة أكبر، إذ يشترك الشخص مثلا ضمن مجموعة الموظفين الموجودين في الشركة التي يعمل فيها والذين لديهم تأمين صحي مع مؤسسة معينة.
- العقد، ويوضح مقدار الاقتطاع المالي للتأمين وأسسه، والذي قد يكون شهريا ثابتا، كما قد يشمل اقتطاعا بنسبة معينة من تكاليف الإجراء الطبي عند حدوثه، مثل أن يدفع الفرد 10% من كشف الطبيب، أو 5% من رسوم المستشفى.
- طبيعية التغطية، وتشمل الأمراض المشمولة بالعلاج والإجراءات المغطاة. فمثلا بعض شركات التأمين ترفض تغطية عمليات تصحيح البصر وتعده إجراء تجميليا، وينطبق هذا أيضا على علاجات تقويم الأسنان.
- مقدم الرعاية الصحية، والذي قد يكون المؤسسات الحكومية التابعة للحكومة كمراكز ومستشفيات وزارة الصحة. وقد تكون مؤسسات صحية خاصة كالمستشفيات الخاصة. ويعتمد ذلك على العقد الموقع بين الطرفين. فمثلا قد يشترط عقد التأمين الصحي أن يكون العلاج فقط في المستشفيات الحكومية ولا يغ